# Mesasigone mira
Mesasigone mira Tanasevič, 1989 è un ragno appartenente alla famiglia Linyphiidae.
È l'unica specie nota del genere Mesasigone.

## Distribuzione
La specie è stata rinvenuta in Russia, in Iran e in varie località dal Kazakistan alla Cina

## Tassonomia
Dal 1999 non sono stati esaminati altri esemplari, né sono state descritte sottospecie al 2012.

### Specie sinonime
- Mesasigone beijianensis (Song, Zhou & Wang, 1989); trasferita dal genere Meioneta Hull, 1920 e posta in sinonimia con M. mira Tanasevič, 1989 a seguito di un lavoro di Eskov (1992b)[2].